# クロエ・チェンゲリ
クロエ・チェンゲリ（Chloe Csengery, 2000年7月7日 - ）は、アメリカ合衆国の女優。

## 出演作品
- パラノーマル・アクティビティ/呪いの印（ケイティ（幼少期））
- パラノーマル・アクティビティ3（ケイティ（幼少期））
- パラノーマル・アクティビティ5（ケイティ（幼少期））